# SS Great Western
Hjuldamperen SS Great Western blev bygget i 1837 som det første dampskib specifikt designet til at krydse Atlanterhavet. Det gjorde det som hurtigste skib nogensinde den 23. april 1838, hvorved skibet vandt det presitgefyldte Blå bånd. Dagen forinden havde SS Sirius gennemført den første transatlantisk overfart udelukkende på dampkraft, der dog havde taget ca. 3 dage længere.
Great Western blev designet af geniet og jernbaneingeniøren Isambard Kingdom Brunel og var et egetræsskroget dampskib med sidehjul, 72 m lang og med plads til 148 passagerer. Det var bygget med 4 master til hjælpesejl, der kunne bruges som ekstra fremdrift eller stabilisering i hårdt vejr.

## Eksterne links
- Wikimedia Commons har flere filer relateret til SS Great Western